# Gene Wiki

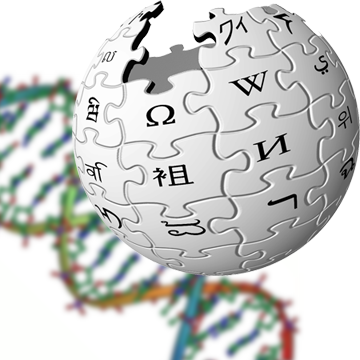
Logo del progetto "Gene Wiki"

Gene Wiki è un progetto di Wikipedia che mira a descrivere le relazioni e le funzioni di tutti i geni umani. È stato avviato per trasferire informazioni dalle risorse scientifiche agli articoli "stub" (abbozzi) di Wikipedia.
Il progetto Gene Wiki ha inoltre avviato la pubblicazione di review sulla rivista Gene, insieme alla modifica delle pagine su Wikipedia relative al genoma umano.
La collaborazione tra il progetto Gene Wiki e la rivista Gene si è conclusa nel maggio 2022, dieci anni dopo l'avvio del progetto. Una relazione dei project leader riassume i risultati del progetto.

## Obiettivi e ambito del progetto
Si stima che il genoma umano contenga circa 20.000-25.000 geni codificanti proteine. L'obiettivo del progetto Gene Wiki è creare articoli per ogni gene umano degno di nota, ovvero ogni gene la cui funzione sia stata assegnata nella letteratura scientifica sottoposta a revisione paritaria. Circa la metà dei geni umani ha una funzione assegnata, quindi il numero totale di articoli trattati dal progetto Gene Wiki dovrebbe essere compreso tra 10.000 e 15.000.
Una volta stabiliti gli articoli afferenti al progetto, la speranza e l'aspettativa è che questi vengano annotati e ampliati da utenti che comprendono appassionati, studenti, professionisti e accademici.
Solo una piccola porzione del genoma codifica effettivamente le proteine nel genoma umano. Comprendere la funzione di un gene che codifica per una proteina richiede generalmente la comprensione della funzione della proteina corrispondente. Oltre a includere informazioni di base sul gene, il progetto include quindi anche informazioni sulla proteina codificata dal gene. La funzione di altre porzioni del genoma, il DNA non codificante, chiamato in passato anche "DNA spazzatura" perché apparentemente privo di funzione, si ritiene in realtà abbia funzioni regolatrici.

## Contenuti generati
Gli stub per il progetto Gene Wiki sono creati da un bot e contengono collegamenti ai seguenti database primari di geni/proteine:
- HUGO Gene Nomenclature Committee (HGNC): nome ufficiale del gene
- Entrez – database genetico
- Mendelian Inheritance in Man – database che cataloga tutte le malattie conosciute con una componente genetica
- Amigo – Gene Ontology
- HomoloGene - omologhi genetici in altre specie
- SymAtlasRNA – modello di espressione genica nei tessuti[7]
- Protein Data Bank - struttura 3D delle proteine codificate dal gene
- UniProt - un archivio centrale di dati sulle proteine